# エドモンソン (小惑星)
エドモンソン (1761 Edmondson) は、小惑星帯にある小惑星。ゲーテ・リンク天文台で行われたインディアナ小惑星計画により発見された。
アメリカ人の天文学者フランク・ケリー・エドモンソンに因んで名付けられた。